# 신혜리
신혜리는 대한민국의 프리랜서 언론인이다.

## 학력
- Simon Fraser University, Communications 학사

## 경력사항
- 2020년 4월 ~  : 뉴스포터 대표
- 2017년 3월 ~ 2020년 3월 : 머니투데이 기자
- 2013년 9월 ~ 2017년 1월: Scotia 뱅크 뱅커
- 2009년 9월 ~ 2013년 3월 : 이데일리 기자

## 방송
- SBS 《SBS 10 뉴스》
- SBS 《SBS 12 뉴스》
- SBS 《SBS 오 뉴스》
- SBS 《SBS 모닝와이드》